# Antonio Maria Mazzoni
Antonio Maria Mazzoni (* 4. Januar 1717 in Bologna; † 8. Dezember 1785 ebenda) war ein italienischer Komponist und Sänger.

## Leben
Mazzoni stammte aus einfachen Verhältnissen. Er studierte in seiner Geburtsstadt Musik und erhielt eine Ausbildung als Sänger. Er machte sich als Opernkomponist einen Namen und wurde Mitglied der Accademia Filarmonica. Er lebte in der Folge als Kapellmeister in Bologna, unternahm aber auch immer wieder Reisen ins Ausland, wo seine Opern mit Erfolg aufgeführt wurden. So wirkte er am Hof von Lissabon, wo an der Ópera do Tejo zwei seiner Bühnenwerke erfolgreich waren. Als Flüchtling vor den Folgen des Erdbebens vom 1. November 1755 kam er nach Madrid, wo er für den spanischen Hof komponierte. Der Hofoperndirektor Carlo Broschi (Farinelli) beauftragte ihn mit der Vertonung des Textbuches Il re pastore von Pietro Metastasio, das als Aminta 1756 erfolgreich aufgeführt wurde. Im Anschluss an seinen Aufenthalt in Madrid ging er für ein Engagement nach Sankt Petersburg, Bologna blieb jedoch sein Lebensmittelpunkt. Er gehörte in seiner Geburtsstadt zu den anerkannten Musikerpersönlichkeiten.
Neben seinen Opern sind von ihm zahlreiche Solfeggien, Skizzen zu Opern und Oratorien überliefert. Er schrieb in einem eingängigen, leicht fasslichen Stil.

## Werke
- Il santo natale di Jesu Cristo (Libretto von Pietro Metastasio), 1735 in Bologna
- Siroe, re di Persia, 1746 in Fano
- L’Issipile, 1747 in Macerata
- La Didone abbandonata, 1753 in Bologna
- Demofoonte 1754 in Parma
- Achille in Sciro 1754 in Piacenza, Teatro Ducale[1][2]
- Antigono 1755 in Lissabon
- La clemenza di Tito (Libretto von Pietro Metastasio), 1755 in Lissabon
 (Die Partitur erschien: Lisboa : Of. Francisco Luis Ameno (trad. Fernando Lucas Alvim, pseud. do impressor), 1755 und Lisboa : Of. Manoel Antonio Monteiro, 1761)
- Aminta (Il re pastore) (Libretto von Metastasio), 1756 in Madrid
- Ifigenia in Tauride, 1756 in Treviso
- Il re pastore, 1757 in Bologna
- Il viaggiatore ridicolo, 1757 in Parma
- Arianna e Teseo, 1758 in Neapel, Teatro di San Carlo
- L’Eumene, 1759 in Turin, Teatro Regio
- Le stravaganze del caso, 1760 in Bologna
- L’astuto ciarlatano, 1760 in Bologna
- Adriano in Siria, 1760 in Venedig, Teatro di San Giovanni Crisostomo
- Il mercante fallito, 1762 in Rom, Teatro della Pace
- Nitteti, 1764 in Neapel, Teatro di San Carlo
- L’Inglese in Italia, 1769 in Bologna